# Schalimar Talbi
Schalimar Talbi (belarussisch Шалімар Тальбі; * 6. Dezember 2000) ist eine ehemalige belarussische Tennisspielerin.

## Karriere
Talbi gewann drei Einzeltitel und fünf Doppeltitel auf der ITF Women’s World Tennis Tour. Ihr erstes Profiturnier spielte sie im Juni 2015 in Minsk. Ihren ersten Turniersieg im Doppel feierte sie exakt zwei Jahre später an gleicher Stelle.
Ihre bislang besten Weltranglistenpositionen erreichte sie im Juli 2021 mit Rang 342 im Einzel und im November 2021 mit Platz 251 im Doppel.

## Turniersiege

### Einzel
| Nr. | Datum              | Turnier             | Kategorie | Belag     | Finalgegnerin   | Ergebnis      |
| --- | ------------------ | ------------------- | --------- | --------- | --------------- | ------------- |
| 1.  | 20. September 2020 | Monastir            | ITF W15   | Hartplatz | Hanna Kubarawa  | 2:6, 7:5, 6:4 |
| 2.  | 4. Oktober 2020    | Monastir            | ITF W15   | Hartplatz | Darja Astachowa | 6:2, 6:3      |
| 3.  | 21. Februar 2021   | Scharm asch-Schaich | ITF W15   | Hartplatz | Linda Nosková   | 6:3, 2:6, 6:3 |

### Doppel
| Nr. | Datum             | Turnier             | Kategorie   | Belag             | Partnerin         | Finalgegnerinnen                                 | Ergebnis          |
| --- | ----------------- | ------------------- | ----------- | ----------------- | ----------------- | ------------------------------------------------ | ----------------- |
| 1.  | 9. Juni 2017      | Minsk               | ITF $15.000 | Sand              | Sofia Dmitrijewa  | Wiktoryja Mun Wera Sakalouskaja                  | 6:2, 7:66         |
| 2.  | 9. März 2018      | Solarino            | ITF $15.000 | Teppich           | Katarzyna Kawa    | Laura Ashley Quinn Gleason                       | 6:3, 6:4          |
| 3.  | 9. März 2019      | Scharm asch-Schaich | ITF W15     | Hartplatz         | Angelina Gabujewa | Mariana Dražić Marianna Sakarljuk                | 6:4, 6:4          |
| 4.  | 29. November 2020 | Monastir            | ITF W15     | Hartplatz         | Aubane Droguet    | Chiara Catini Astrid Cirotte                     | 7:5, 6:1          |
| 5.  | 20. Februar 2021  | Scharm asch-Schaich | ITF W15     | Hartplatz         | Erika Sema        | Miyabi Inoue Liang En-shuo                       | 2:6, 6:0, [14:12] |
| 6.  | 12. März 2021     | Kasan               | ITF W25     | Hartplatz (Halle) | Ulrikke Eikeri    | Valentini Grammatikopoulou Anastassija Sacharowa | 6:4, 6:0          |